# Paramonga
Paramonga ist eine Stadt in der Provinz Barranca in der Region Lima im zentralen Westen von Peru. Paramonga ist Sitz des gleichnamigen Distriktes. Die Stadt hatte beim Zensus 2017 18.490 Einwohner. 10 Jahre zuvor lag die Einwohnerzahl bei 21.018. Knapp 4 km nordwestlich der Stadt, nahe der Mündung des Río Fortaleza, befindet sich die archäologische Fundstätte Fortaleza de Paramonga.

## Geographische Lage
Die 13 m über dem Meeresspiegel gelegene Stadt Paramonga befindet sich an der Pazifikküste 10 km nördlich der Provinzhauptstadt Barranca sowie 175 km nordnordwestlich von Lima. Die Nationalstraße 1N (Panamericana) führt östlich an der Stadt vorbei.